# Tour de Drenthe féminin 2017
La 11e édition du Tour de Drenthe féminin a lieu le 11 mars 2017. C'est la deuxième épreuve de l'UCI World Tour féminin 2017. Elle est remportée par la Danoise Amalie Dideriksen.

## Organisation
La présidente de l'organisation est Femmy van Issum. Le président de l'association Ronde van Drenthe est Huub van Issum. Jan Nijmeijer est directeur de course. Ils sont assistés par Jan van Oorschot, Sander Kreuze et Edwin Dunning. Le chef de police est Frieda de Groot.

## Parcours
La course débute et se conclut à Hoogeveen. Après le départ fictif parcouru en ville, la course se dirige vers le mont VAM qui est escaladé au kilomètre 10,2. Le parcours se dirige ensuite vers Emmen puis Westerbroek en empruntant sept secteurs pavés pour un total de 13,2 km. Au 113,5 km, le mont VAM est monté une seconde fois. Le court circuit dans ses environs est parcouru une seconde fois. La difficulté est donc surmontée une troisième fois sept kilomètres plus loin. La course se dirige ensuite vers Hoogeveen et arrive sur un circuit urbain qui est emprunté deux fois avant l'arrivée dans l'Alteveerstraat.

## Équipes
Vingt équipes sont invitées d'office aux courses d'un jour de l'UCI World Tour. La formation Bepink ne prend pas le départ. Une Wild Card est accordée à la formation Colavita-Bianchi.
| Équipes féminines professionnelles (20)- Alé Cipollini Galassia - Boels Dolmans - BTC City Ljubljana - Canyon-SRAM - Cervélo Bigla - Colavita-Bianchi - Cylance Pro Cycling - Drops - FDJ-Nouvelle Aquitaine-Futuroscope - Hitec Products - Lares-Waowdeals Women Cycling Team - Lensworld-Kuota - Lotto Soudal - Orica-Scott - Parkhotel Valkenburg-Destil Cycling Team - Sunweb - Team Tibco-Silicon Valley Bank - VéloCONCEPT Women - Wiggle High5 - WM3 Pro Cycling |
| |

## Récit de la course
La météo est ensoleillée et peu venteuse. Mieke Kröger est la première à attaquer avant le quatrième secteur pavé. Elle a une avance de quinze secondes, mais se fait reprendre avant le sixième secteur pavé. Une sélection s'y opère et seules soixante concurrentes sont encore présente dans le peloton à la sortie du septième et dernier secteur pavé. Lors de la seconde ascension du mont VAM, Amy Pieters accélère. Elle est accompagnée d'Elena Cecchini et d'Ellen van Dijk puis par Jolien D'Hoore, Coryn Rivera et Amalie Dideriksen. Elles sont rapidement rejointes. D'autres attaques suivent, donc celle de Jessica Allen qui obtient un avantage de dix secondes avant d'être reprise dans la dernière ascension du mont VAM. Ellen van Dijk y attaque de nouveau. Elle a trente secondes d'avance quelques kilomètres plus loin. Le groupe de poursuivantes est constitué de quinze coureuses dont cinq de l'équipe Boels Dolmans. À vingt-deux kilomètres de l'arrivée, la Néerlandaise est reprise. Chantal Blaak contre immédiatement mais est prise en chasse par Lucinda Brand. Jip van den Bos part alors mais est reprise. De nombreuses attaques se succèdent. Celle décisive contient Elena Cecchini, Amalie Dideriksen, Lucinda Brand et Elisa Longo Borghini. Leur avance n'excède jamais quinze secondes. Elisa Longo Borghini accélère dans le final sans succès. Le sprint est lancé par Lucinda Brand, elle est remontée par Elena Cecchini puis Amalie Dideriksen qui s'impose.

## Classements

### Classement final
| \| Classement général \| Classement général \| Classement général \| Classement général \| Classement général \| \| Coureuse \| Coureuse \| Pays \| Équipe \| Temps \| \| ------------------ \| -------------------- \| ------------------ \| ------------------ \| ------------------ \| \| 1re \| Amalie Dideriksen \| Danemark \| Boels Dolmans \| 3 h 51 min 17 s \| \| 2e \| Elena Cecchini \| Italie \| Canyon-SRAM Racing \| + 0 s \| \| 3e \| Lucinda Brand \| Pays-Bas \| Sunweb \| + 0 s \| \| 4e \| Elisa Longo Borghini \| Italie \| Wiggle High5 \| + 2 s \| \| 5e \| Annemiek van Vleuten \| Pays-Bas \| Orica-Scott \| + 7 s \| \| 6e \| Jolien D'Hoore \| Belgique \| Wiggle High5 \| + 9 s \| \| 7e \| Marianne Vos \| Pays-Bas \| WM3 \| + 9 s \| \| 8e \| Alice Barnes \| Royaume-Uni \| Drops \| + 9 s \| \| 9e \| Chantal Blaak \| Pays-Bas \| Boels Dolmans \| + 9 s \| \| 10e \| Chloe Hosking \| Australie \| Alé Cipollini \| + 9 s \| |                      |             |                    |                 |
| |                      |             |                    |                 |
| Source : ProCyclingStats |                      |             |                    |                 |
| Classement général |                      |             |                    |                 |
| Coureuse | Coureuse             | Pays        | Équipe             | Temps           |
| 1re | Amalie Dideriksen    | Danemark    | Boels Dolmans      | 3 h 51 min 17 s |
| 2e | Elena Cecchini       | Italie      | Canyon-SRAM Racing | + 0 s           |
| 3e | Lucinda Brand        | Pays-Bas    | Sunweb             | + 0 s           |
| 4e | Elisa Longo Borghini | Italie      | Wiggle High5       | + 2 s           |
| 5e | Annemiek van Vleuten | Pays-Bas    | Orica-Scott        | + 7 s           |
| 6e | Jolien D'Hoore       | Belgique    | Wiggle High5       | + 9 s           |
| 7e | Marianne Vos         | Pays-Bas    | WM3                | + 9 s           |
| 8e | Alice Barnes         | Royaume-Uni | Drops              | + 9 s           |
| 9e | Chantal Blaak        | Pays-Bas    | Boels Dolmans      | + 9 s           |
| 10e | Chloe Hosking        | Australie   | Alé Cipollini      | + 9 s           |

### UCI World Tour
| Position,          | 1er | 2e  | 3e | 4e | 5e | 6e | 7e | 8e | 9e | 10e | 11e | 12e | 13e | 14e | 15e | 16e | 17e | 18e | 19e | 20e |
| Classement général | 120 | 100 | 85 | 70 | 60 | 50 | 40 | 35 | 30 | 25  | 20  | 18  | 16  | 14  | 12  | 10  | 8   | 6   | 4   | 2   |

## Liste des participantes
| Légende | Légende                                                                    | Légende | Légende                                                    |
| ------- | -------------------------------------------------------------------------- | ------- | ---------------------------------------------------------- |
| Num     | Dossard de départ porté par le coureur sur ce Tour de Drenthe              | Pos     | Position à l'arrivée de la course                          |
|         | Indique un maillot de champion national ou mondial, suivi de sa spécialité | NP      | Indique un coureur qui n'a pas pris le départ de la course |
| AB      | Indique un coureur qui n'a pas terminé la course                           | HD      | Indique un coureur qui a terminé la course hors des délais |

| Boels Dolmans DLT                            | Boels Dolmans DLT                  | Boels Dolmans DLT |
| -------------------------------------------- | ---------------------------------- | ----------------- |
| Num                                          | Coureur                            | Pos               |
| 1                                            | Chantal Blaak (NED)                | 9e                |
| 2                                            | Amalie Dideriksen (DEN) (route)    | 1re               |
|                                              | Jip van den Bos (NED)              | 11e               |
|                                              | Karol-Ann Canuel (CAN)             | AB                |
| 5                                            | Amy Pieters (NED)                  | 14e               |
| 6                                            | Anna van der Breggen (NED) (route) | 15e               |
| Directeur sportif : Bram Stevens, Danny Stam |                                    |                   |

| Alé Cipollini ALE                                         | Alé Cipollini ALE    | Alé Cipollini ALE |
| --------------------------------------------------------- | -------------------- | ----------------- |
| Num                                                       | Coureur              | Pos               |
| 11                                                        | Janneke Ensing (NED) | 28e               |
| 12                                                        | Chloe Hosking (AUS)  | 10e               |
| 13                                                        | Romy Kasper (GER)    | 31e               |
| 14                                                        | Soraya Paladin (ITA) | AB                |
| 15                                                        | Anna Trevisi (ITA)   | AB                |
| 16                                                        | Daiva Tušlaitė (LTU) | AB                |
| Directeur sportif : Fortunato Lacquanti, Fabiana Luperini |                      |                   |

| BTC City Ljubljana BTC           | BTC City Ljubljana BTC         | BTC City Ljubljana BTC |
| -------------------------------- | ------------------------------ | ---------------------- |
| Num                              | Coureur                        | Pos                    |
| 22                               | Eugenia Bujak (POL)            | 26e                    |
| 24                               | Ursa Pintar (SLO)              | AB                     |
| 25                               | Mia Radotic (CRO) (route)      | AB                     |
| 26                               | Anna Zita Maria Stricker (ITA) | AB                     |
|                                  | Corinna Lechner (GER)          | AB                     |
|                                  | Jelena Eric (SRB)              | AB                     |
| Directeur sportif : Gorazd Penko |                                |                        |

| Canyon-SRAM Racing LPR           | Canyon-SRAM Racing LPR       | Canyon-SRAM Racing LPR |
| -------------------------------- | ---------------------------- | ---------------------- |
| Num                              | Coureur                      | Pos                    |
| 31                               | Hannah Barnes (GBR) (route)  | 13e                    |
| 32                               | Lisa Brennauer (GER)         | 36e                    |
| 33                               | Elena Cecchini (ITA) (route) | 2e                     |
| 34                               | Barbara Guarischi (ITA)      | AB                     |
| 35                               | Mieke Kröger (GER) (route)   | 37e                    |
| 36                               | Trixi Worrack (GER)          | AB                     |
| Directeur sportif : Barry Austin |                              |                        |

| Cervélo Bigla CBT                    | Cervélo Bigla CBT           | Cervélo Bigla CBT |
| ------------------------------------ | --------------------------- | ----------------- |
| Num                                  | Coureur                     | Pos               |
| 41                                   | Allie Dragoo (USA)          | AB                |
| 42                                   | Nicole Hanselmann (SUI)     | AB                |
| 43                                   | Lisa Klein (GER)            | 17e               |
| 44                                   | Lotta Lepistö (FIN) (route) | 16e               |
| 45                                   | Christina Perchtold (DEN)   | AB                |
| 46                                   | Stephanie Pohl (GER)        | AB                |
| Directeur sportif : Jochen Dornbusch |                             |                   |

| Colavita Bianchi CVB                                   | Colavita Bianchi CVB  | Colavita Bianchi CVB |
| ------------------------------------------------------ | --------------------- | -------------------- |
| Num                                                    | Coureur               | Pos                  |
| 51                                                     | Allison Whitney (USA) | AB                   |
| 52                                                     | Astrid Gassner (AUT)  | AB                   |
| 53                                                     | Kendelle Hodges (AUS) | AB                   |
| 54                                                     | Gillian Ellsay (CAN)  | AB                   |
| 55                                                     | Jessica Mundy (AUS)   | AB                   |
| 56                                                     | Amber Pierce (USA)    | AB                   |
| Directeur sportif : Mary Zider, Christopher N. Georgas |                       |                      |

| Cylance CPC                        | Cylance CPC                 | Cylance CPC |
| ---------------------------------- | --------------------------- | ----------- |
| Num                                | Coureur                     | Pos         |
| 61                                 | Rachele Barbieri (NED )     | AB          |
| 62                                 | Sheyla Gutierrez Ruiz (ESP) | AB          |
| 63                                 | Willeke Knol (NED )         | AB          |
| 64                                 | Joëlle Numainville (CAN)    | AB          |
| 65                                 | Marta Tagliaferro (ITA )    | AB          |
| 66                                 | Kirsten Wild (NED )         | 20e         |
| Directeur sportif : Manel Lacambra |                             |             |

| Drops DRP                                       | Drops DRP                | Drops DRP |
| ----------------------------------------------- | ------------------------ | --------- |
| Num                                             | Coureur                  | Pos       |
| 71                                              | Alice Barnes (GBR)       | 8e        |
| 72                                              | Abby-Mae Parkinson (GBR) | AB        |
| 73                                              | Lucy Shaw (GBR)          | AB        |
| 74                                              | Annabel Simpson (GBR)    | AB        |
| 75                                              | Rebecca Durrell (GBR)    | AB        |
| 76                                              | Susanna Zorzi (ITA)      | AB        |
| Directeur sportif : Tom Varney, Marijn De Vries |                          |           |

| FDJ-Nouvelle Aquitaine-Futuroscope FUT | FDJ-Nouvelle Aquitaine-Futuroscope FUT | FDJ-Nouvelle Aquitaine-Futuroscope FUT |
| -------------------------------------- | -------------------------------------- | -------------------------------------- |
| Num                                    | Coureur                                | Pos                                    |
| 81                                     | Eri Yonamine (JPN) (route)             | AB                                     |
| 82                                     | Coralie Demay (FRA)                    | AB                                     |
| 83                                     | Eugénie Duval (FRA)                    | AB                                     |
| 84                                     | Roxane Fournier (FRA)                  | 19e                                    |
| 85                                     | Shara Gillow (AUS)                     | 35e                                    |
| 86                                     | Roxane Knetemann (NED)                 | 34e                                    |
| Directeur sportif : Nicolas Marche     |                                        |                                        |

| Hitec Products HPU               | Hitec Products HPU        | Hitec Products HPU |
| -------------------------------- | ------------------------- | ------------------ |
| Num                              | Coureur                   | Pos                |
| 91                               | Simona Frapporti (ITA)    | AB                 |
| 92                               | Ilona Hoeksma (NED)       | AB                 |
| 93                               | Nina Kessler (NED)        | 18e                |
| 94                               | Tone Hatteland Lima (NOR) | AB                 |
| 95                               | Emilie Moberg (NOR)       | 30e                |
| 96                               | Thea Thorsen (NOR)        | AB                 |
| Directeur sportif : Bart Lismont |                           |                    |

| Lares-Waowdeals Women LWW                  | Lares-Waowdeals Women LWW   | Lares-Waowdeals Women LWW |
| ------------------------------------------ | --------------------------- | ------------------------- |
| Num                                        | Coureur                     | Pos                       |
| 102                                        | Kelly Markus (BEL)          | AB                        |
| 103                                        | Monique van de Ree (NED)    | AB                        |
| 106                                        | Bryony van Velzen (BEL)     | AB                        |
|                                            | Saartje Vandenbroucke (BEL) | AB                        |
|                                            | Tara Gins (BEL)             | AB                        |
| Directeur sportif : Marc Bracke, Bart Faes |                             |                           |

| Lensworld-Kuota LWK                     | Lensworld-Kuota LWK      | Lensworld-Kuota LWK |
| --------------------------------------- | ------------------------ | ------------------- |
| Num                                     | Coureur                  | Pos                 |
| 112                                     | Kim de Baat (BEL)        | AB                  |
| 114                                     | Maaike Polspoel (BEL)    | AB                  |
| 116                                     | Winanda Spoor (NED)      | AB                  |
|                                         | Annalisa Cucinotta (ITA) | AB                  |
|                                         | Tatiana Guderzo (ITA)    | AB                  |
| Directeur sportif : Heidi Van De Vijver |                          |                     |

| Lotto Soudal LBL                                        | Lotto Soudal LBL          | Lotto Soudal LBL |
| ------------------------------------------------------- | ------------------------- | ---------------- |
| Num                                                     | Coureur                   | Pos              |
| 121                                                     | Élise Delzenne (FRA)      | AB               |
| 122                                                     | Annelies Dom (BEL)        | AB               |
| 123                                                     | Chantal Hoffmann (LUX)    | AB               |
| 124                                                     | Lotte Kopecky (BEL)       | 25e              |
| 125                                                     | Trine Schmidt (DEN)       | AB               |
| 126                                                     | Kaat Van der Meulen (BEL) | AB               |
| Directeur sportif : Liesbet de Vocht, Danny Schoonbaert |                           |                  |

| Orica-Scott ORS                               | Orica-Scott ORS              | Orica-Scott ORS |
| --------------------------------------------- | ---------------------------- | --------------- |
| Num                                           | Coureur                      | Pos             |
| 131                                           | Jessica Allen (AUS)          | 32e             |
| 132                                           | Georgia Williams (AUS)       | AB              |
| 133                                           | Gracie Elvin (AUS)           | 21e             |
| 134                                           | Katrin Garfoot (AUS) (route) | AB              |
| 135                                           | Sarah Roy (AUS)              | 24e             |
| 136                                           | Annemiek Van Vleuten (NED)   | 5e              |
| Directeur sportif : Gene Bates, Martin Barras |                              |                 |

| Parkhotel Valkenburg-Destil PVD                   | Parkhotel Valkenburg-Destil PVD | Parkhotel Valkenburg-Destil PVD |
| ------------------------------------------------- | ------------------------------- | ------------------------------- |
| Num                                               | Coureur                         | Pos                             |
| 141                                               | Demi de Jong (NED)              | AB                              |
| 142                                               | Anna Knauer (GER)               | AB                              |
| 145                                               | Esra Tromp (NED)                | AB                              |
| 146                                               | Natalie van Gogh (NED)          | AB                              |
|                                                   | Chanella Stougje (NED)          | AB                              |
|                                                   | Eva Buurman (NED)               | AB                              |
| Directeur sportif : Raymond Rol, Levinus Huenders |                                 |                                 |

| Sunweb SUN                          | Sunweb SUN             | Sunweb SUN |
| ----------------------------------- | ---------------------- | ---------- |
| Num                                 | Coureur                | Pos        |
| 151                                 | Lucinda Brand (NED)    | 3e         |
| 152                                 | Leah Kirchmann (CAN)   | AB         |
| 153                                 | Floortje Mackaij (NED) | 22e        |
| 154                                 | Julia Soek (NED )      | 33e        |
| 155                                 | Ellen van Dijk (NED)   | 12e        |
| 156                                 | Coryn Rivera (USA )    | 29e        |
| Directeur sportif : Hans Timmermans |                        |            |

| WM3                                   | WM3                          | WM3 |
| ------------------------------------- | ---------------------------- | --- |
| Num                                   | Coureur                      | Pos |
| 161                                   | Lauren Kitchen (AUS)         | 27e |
| 162                                   | Jeanne Korevaar (NED)        | 23e |
| 163                                   | Anouska Koster (NED) (route) | AB  |
| 164                                   | Anna Plichta (POL)           | AB  |
| 165                                   | Moniek Tenniglo (NED)        | AB  |
| 166                                   | Marianne Vos (NED)           | 7e  |
| Directeur sportif : Jeroen Blijlevens |                              |     |

| Tibco-SVB TIB                     | Tibco-SVB TIB          | Tibco-SVB TIB |
| --------------------------------- | ---------------------- | ------------- |
| Num                               | Coureur                | Pos           |
| 171                               | Jennifer Tetrick (USA) | AB            |
| 172                               | Ingrid Drexel (MEX)    | AB            |
| 173                               | Heather Fischer (USA)  | AB            |
| 174                               | Kathrin Hammes (GER)   | AB            |
| 175                               | Lauren Stephens (USA)  | AB            |
| 176                               | Brianna Walle (USA)    | AB            |
| Directeur sportif : Edward Beamon |                        |               |

| Véloconcept TVW                        | Véloconcept TVW          | Véloconcept TVW |
| -------------------------------------- | ------------------------ | --------------- |
| Num                                    | Coureur                  | Pos             |
| 181                                    | Pernille Mathiesen (DEN) | AB              |
| 182                                    | Sara Mustonen (SWE)      | AB              |
| 183                                    | Camilla Pedersen (DEN)   | AB              |
| 184                                    | Sara Penton (SWE)        | AB              |
| 285                                    | Christina Siggaard (DEN) | AB              |
| 186                                    | Carmen Small (USA)       | AB              |
| Directeur sportif : Handberg Madsen Bo |                          |                 |

| Wiggle High5 WHT                  | Wiggle High5 WHT            | Wiggle High5 WHT |
| --------------------------------- | --------------------------- | ---------------- |
| Num                               | Coureur                     | Pos              |
| 191                               | Jolien D'Hoore (BEL)        | 6e               |
| 192                               | Annette Edmondson (AUS)     | AB               |
| 193                               | Elisa Longo Borghini (ITA ) | 4e               |
| 194                               | Grace Garner (GBR)          | AB               |
| 195                               | Lucy Garner (GBR)           | AB               |
| 196                               | Julie Leth (DEN)            | AB               |
| Directeur sportif : Martin Vestby |                             |                  |

Source, corrigée avec le classement d'arrivée.

### Primes
L'épreuve attribue les primes suivantes :
| Position | 1er     | 2e    | 3e    | 4e    | 5e    | 6e    | 7e    | 8e    | 9e    | 10e   |
| Prix     | 1 128 € | 846 € | 564 € | 338 € | 282 € | 254 € | 255 € | 198 € | 169 € | 141 € |

Les places allant de onze à quinze donnent 113 € et celles de seize à vingt 84 €.